# Ersan İlyasova
Ersan İlyasova (nascut el 15 de maig de 1987 en Eskisehir, Turquia) és un jugador turc de bàsquet que ha jugat a diferents equips de l'NBA.

## Carrera

### Europa
Ilyasova va començar jugant al bàsquet en el Ulker Spor de Turquia, equip que el va cedir en la temporada 2003-04 al Yesilyurt Istanbul, de la segona divisió turca. Durant la temporada 2004-05 va debutar amb l'Ulker amb el qual va guanyar la Copa. Promitjà 3.9 punts i 3.5 rebots, i va participar amb l'equip en l'Eurolliga. Va ser membre de la selecció turca cadet i júnior. En juliol de 2006 va assolir la medalla de plata en l'Europeu sub-20 de Izmir, on es va alçar amb el MVP. En 2003 també va assolir idèntica medalla però amb els cadets. En aquella competició va tenir de mitjana 20.5 punts, 10 rebots i 3.3 robatoris.

### NBA
Va ser triat per Milwaukee Bucks en segona ronda (lloc 36) del draft de 2005 i va signar un contracte de dos anys el 23 d'agost de 2005. Durant la temporada 2005-06 va ser enviat als Tulsa 66ers de la NBDL, pel que no va jugar cap partit en l'NBA. Les seves mitjanes van ser de 12.5 punts i 7 rebots.
La temporada 2006-07, i a causa de la plaga de lesions que va afectar els Bucks (especialment Bobby Simmons, Charlie Villanueva i Michael Redd), va comptar amb oportunitats per a demostrar la seva valia. I així ho va fer. Va signar la seva millor actuació el 17 de gener de 2007 davant Chicago Bulls amb 22 punts i 9 rebots, assolint el seu rècord en punts i rebots. Durant aquest mes de gener, les seves mitjanes es van disparar a 9.5 punts i 4.7 rebots. Al març va fer 6.8 punts i a l'abril 7.8 punts i 3.4 rebots. Els seus nombres en finalitzar la seva temporada com novençà en l'NBA van ser de 6.1 punts i 2.9 rebots.
Es tracta d'un dels jugadors als quals se li pressuposa major projecció dintre de l'NBA. Amb 19 anys ha comptat amb minuts en la seva primera temporada en Milwaukee Bucks. Durant la segona meitat de la temporada va fer en moltes ocasions les vegades de sisè home. Té un físic privilegiat que li permet ser versàtil, jugar tant per fora com per dintre, on no sol fer-ho. La seva especialitat radica en el tir exterior i, malgrat la seva altura, li agrada jugar molt més per fora, on aprofita millor les seves qualitats.

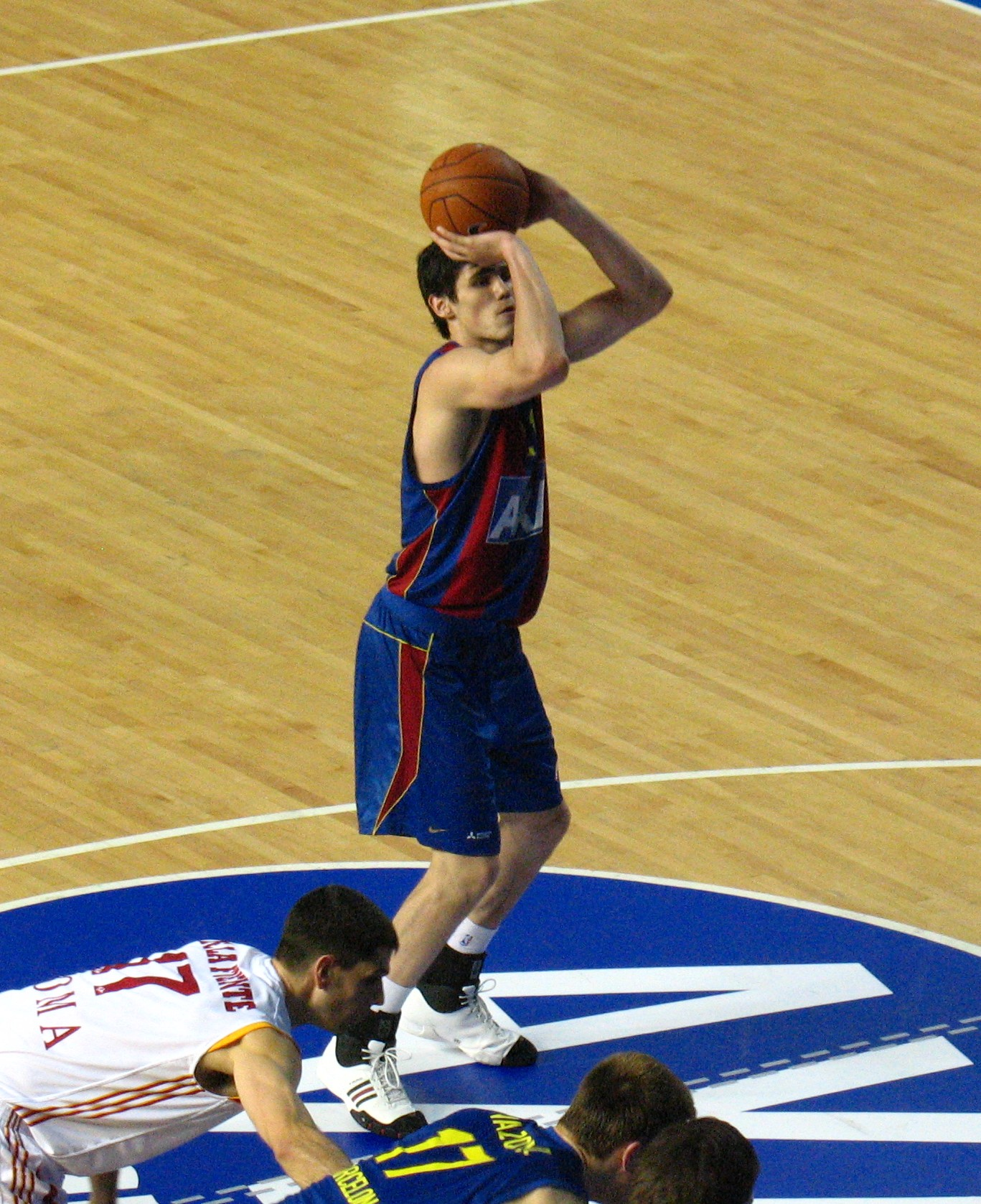
Ersan İlyasova jugant amb el Barça.

El 2007 signa un contracte per dos anys per l'AXA Barcelona de la Lliga ACB, pels quals ingressarà 5 milions de dólars, després va retornar a l'NBA, on tornà a jugar amb els Milwaukee Bucks.
El febrer de 2017 va ser traspassat als Atlanta Hawks. A meitats de la temprada 2017-18 va ser traspassat als Philadelphia 76ers. A l'inici de la temporada 2018-19 Ersan Ilyasova va ser traspassat novament als Milwaukee Bucks.